# Moonbeam Lake
Moonbeam Lake är en sjö i Kanada.   Den ligger i Cochrane District och provinsen Ontario, i den sydöstra delen av landet, 600 km nordväst om huvudstaden Ottawa. Moonbeam Lake ligger 220 meter över havet. Arean är 1,4 kvadratkilometer. Den sträcker sig 2,6 kilometer i nord-sydlig riktning, och 1,6 kilometer i öst-västlig riktning.
I omgivningarna runt Moonbeam Lake växer i huvudsak blandskog. Trakten runt Moonbeam Lake är nära nog obefolkad, med mindre än två invånare per kvadratkilometer.